# Türje nembeli Dénes

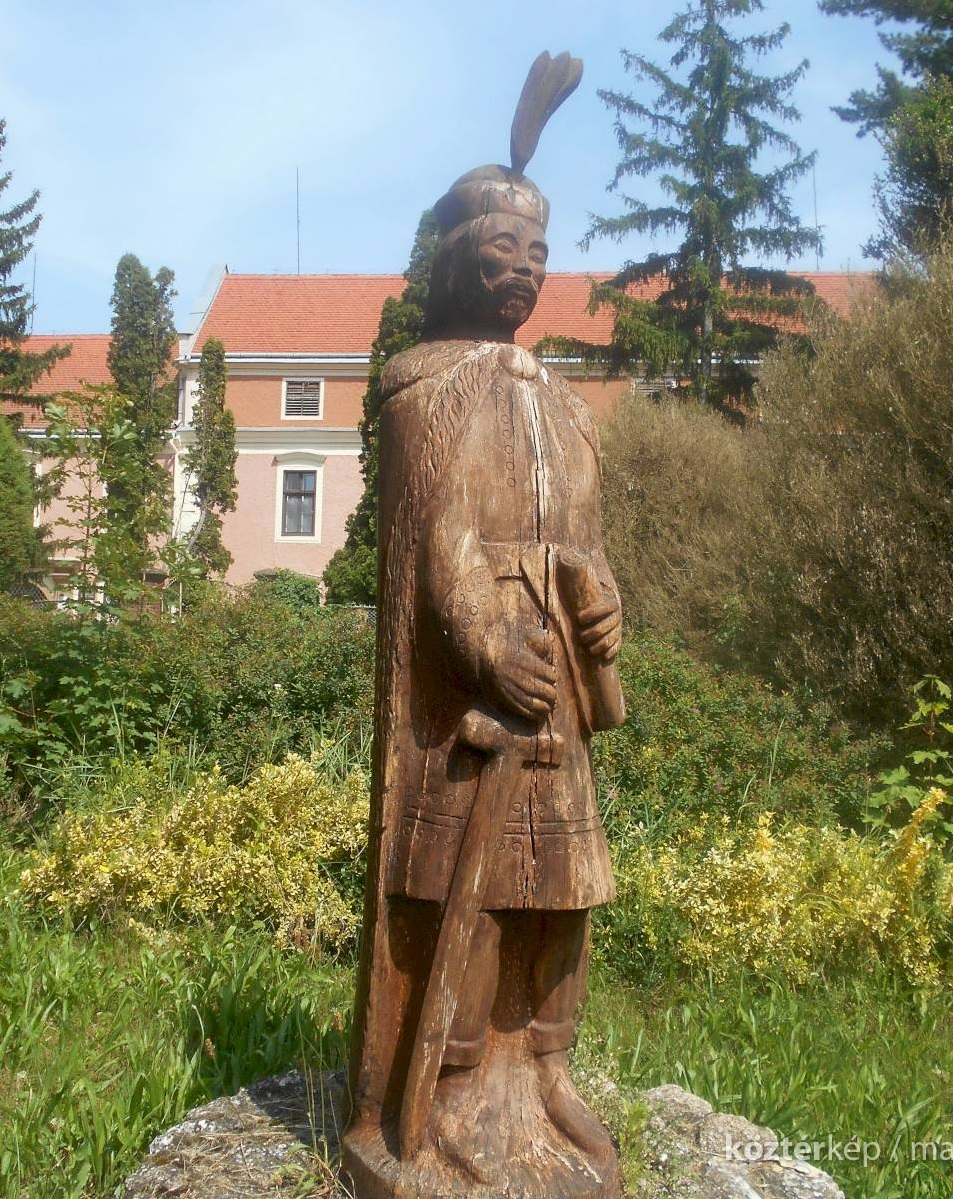
Türje Dénes faszobra Türjén, Rőti József alkotása (2002)

Türje nembeli Dénes (Türje nembeli II. Dénes, vagy Nagyorrú Dénes) a 13. században élt befolyásos magyar főúr, földbirtokos és hadvezér volt, aki II. András és IV. Béla királyok uralkodása alatt több világi tisztséget is betöltött. Bélának gyermekkori barátja és elkötelezett híve volt egész életében. II. András király idejében 1233 és 1234 között erdélyi vajda, IV. Béla király uralkodásának idejében pedig 1235 és 1241 között királyi főlovászmester, 1241 és 1244 között szlavón bán, 1245 és 1246 között és 1248-ban nádor, 1247-ben pedig tárnokmester volt. A Türje nemzetség legjelentősebb személyisége, a türjei premontrei kolostor alapítója volt.

## A család és a monostor
A Zala megyei Türje nemzetség szentgróti ágába született I. Dénes fiaként. Korábban Karácsonyi János történész tévesen feltételezte, hogy II. Dénes Gecse fia, és különbséget tett közte és a főlovászmesterként szolgáló Dénes között. Egyik nagybátyja Joachim, a szebeni szászok első ismert ispánja volt. Unokatestvére Fülöp és Tamás befolyásos prelátus, a Szentgróti család ősatyja. Dénesnek nem voltak ismert leszármazottai, és férfi utód nélkül halt meg. Egy 1236-os per során egy oklevél említi az ugyanabból a rokonságból való Kopasz Dénest, de lehetséges, hogy ez a családtag azonos a nagyhatalmú főúrral.
A régi oklevelekben Türje községet először 1234-ben említik. A premontrei szerzetesek Boldogságos Szűz Máriának szentelt türjei kolostorát a 13. század elején alapította, ahova Veszprémi Egyházmegyéhez tartozó csornai apátságból rendes kanonokot hívott. Ennek köszönhetően a türjei apátság hamarosan a hiteleshellyé vált. Dénes részvétele az alapításban nem teljesen világos. Egy későbbi, 18. századi hagyomány szerint a premontrei renden belül 1184-ben hozták létre a prépostságot, amelyet korábban még a kolostor falán elhelyezett epigráf is megörökített, és egy bizonyos Lampert comesnek tulajdonította az alapítást. A IV. Béla nevében írt nem hiteles adománylevél 1241-re vagy 1242-re utal Dénes alapításának dátumaként. A Catalogus Ninivensis szerint, amely a mai magyarországi és erdélyi premontrei templomok jegyzékét tartalmazza (Circaria Hungariae), 1234-ben a türjei prépostság már megvolt. IV. Sándor pápa 1260-ban Türje Dénest a kolostor alapítójaként és jótevőjeként említette.
A 13. század elején a nemzetség Türje falu és a szomszédos falvak birtokosa volt. Az alapítás alatt és után Dénes a türjei rokonság több földbirtokát is átadta az újonnan emelt kolostornak. Dénes például 1247-ben a prépostságnak adományozta Barlabáshida (ma Pakod része), Vitenyéd (ma Bagod része) birtokokat, négy birtokrészt, két malmot és a szentgróti folyami vám felét. 1249-ben a premontreieknek adományozta a Kőrös megyei Apatovec földjét is. Példáját földadományozással követték rokonai is. Így például testvére (bizonyos Ákos özvegye) 1251-ben batyki birtokát adta át a prépostságnak. 1255-ben bekövetkezett halála után néhány családtag megpróbálta visszaszerezni ezeket a birtokokat, arra hivatkozva, hogy Dénes hozzájárulása nélkül adományozta azokat. Ez a per 1322-ig tartott.
A türjei apátsági templomban 2018-ban folytattak a felújítást megelőző régészeti feltárásokat végeztek, melyek legnagyobb eredménye volt, hogy feltárták a templomot építtető, Türje nembeli Dénes egykori sírhelyét. A sír szentély közeli elhelyezése, illetve a benne talált téglák jellegzetességeiből kiindulva szinte bizonyosra vehető, hogy az alapító kegyurat helyezték itt örök nyugalomra. A maradványainak sajnos nyoma veszett, ugyanis a 18. században rátemettek a sírra.

## Élete

### Ifjúkora
|  | „ Dénes fia, Dénes lovászmester, aki közös gyermekkorunk óta ragaszkodik hozzánk, méltán tisztelt meg bennünket kedves szeretetével és kellemes társaságával; követett Minket mindenhová a birodalomban, sőt azon kívül is. [...] Végső soron elmúlva a gyermekkor évei, amikor Velünk együtt nőtt fel, amikor virágzó ifjúságát elérte, erényt erényre halmozva, szilárd oszlopként kitartott régóta esküdt hűsége mellett, nem mulasztotta el, hogy számtalan jelét adja kitartásának, melynek fényében gyakran felragyogott Felségünk szeme előtt, szüntelenül és fáradhatatlanul. Bámulatosan mellettünk állva kedvező és kedvezőtlen körülmények között, amilyeneket az evilági élet tartogat, nem riadt vissza attól sem, hogy tulajdonát és személyét egyre gyakrabban tegye ki a szerencse bizonytalan esélyeinek.” |
|  | – Béla király 1235-ös, Dénes lovászmesternek írt oklevele. |

Dénes a 13. század első évtizedében született, és az 1206-ban született Béla herceg gyermekkori barátja és társa volt. Együtt nőttek fel a hercegi udvarban. Az ötödik keresztes hadjárat 1217-es megindítása előtt II. András legidősebb fiát és örökösét, a 11 éves Bélát sógorára, Berthold kalocsai érsekre bízta, aki Bélát az ausztriai Steyr kastélyába vitte. A fiatal, hasonló korú Dénes külföldre is el kísérte Bélát. A következő évben visszatértek Magyarországra.
A következő évtizedekben Dénes, Béla herceg szlavón hercegségének (1220–1226), majd erdélyi uralmának (1226–1235) erős oszlopa maradt. A herceg feszült viszonyt ápolt apjával, II. Andrással, aki bírálta a király gazdasági reformpolitikáját, az úgynevezett „új berendezkedést” és a királyi földek nagyarányú adományozását. Mivel Dénes politikailag elkötelezett volt a herceg mellett, Béla magyar trónra lépéséig nem számíthatott jelentős pozíciókra a királyi udvarban. Politikai pályafutását csak az 1220-as évek elején, Béla feleségének, Laszkarisz Máriának szolgájaként kezdte.

### Katonai pályafutása
|  | „A király fia [Halicsi András] és Sudislav megidézték Dijaništ [Türjei Dénest] Danilo [Romanovics] ellen. De Danilo Kijevbe ment, és a polovciákat [kunokat] [...] ellene hozta [...] és Dijaniš ellen vonult. [Halicsból] a király fia, András és Dijaniš magyarjaikkal Peremilbe mentek, és megküzdöttek Volodimerrel [IV. Vlagyimir kijevi nagyfejedelem] és Danilóval a [városba vezető] híd birtoklásáért. De [Danilo és Volodimer] visszaverték őket és a magyarok katapultjaikat hátrahagyva visszafordultak Halych felé. [...] Ő [Danilo] városokat osztott bojárjainak és vojevodáinak, és mindegyiknek bőséges volt az élelme, míg a király fia, Dijaniš és Sudislav éhen haltak [Halicsban].” |
|  | – Halics–Volhíniai Krónika (1233) |

Dénes katonaként is kitűnt Béla herceg 1228 és 1233 közötti hadjárataiban, de 1235 előtti katonai pályafutását IV. Béla egyetlen oklevele sem említi. Béla röviddel a magyar trónra lépése után, 1235 őszén adta ki részére a fenti okmányt. Eszerint Dénes részt vett Béla herceg különféle hadjárataiban, aki olykor apjától, II. Andrástól függetlenül is külföldön indított háborút. Béla 1228-ban megszállta Bulgáriát és ostrom alá vette Vidint, mert birodalmának legészakibb részén, a magyar határ mentén II. Iván Aszen bolgár cár megpróbálta megakadályozni a kunok római katolicizmusra való áttérését (a bolgár történetírás szerint a rövid háború 1232 tavaszán tört ki). A dokumentum szerint amikor a bolgárok kitörtek a várból, Dénes az elsők között harcolt ellenük, a magyarok pedig visszakényszerítették őket az erődbe. Dénes harcolt II. Ivan Aszen öccse, Sándor serege ellen is, aki kifosztotta a környező vidéket, és megpróbálta elzárni a magyar hadsereg utánpótlási útvonalait.
Danilo Romanovics hadjáratot indított András halicsi herceg ellen és 1230 márciusáig kiűzte a fejedelemségből. Béla elhatározta, hogy segíti öccsét, Andrást trónjának visszaszerzésében. Átkelt a Kárpátokon, és kun szövetségeseivel együtt ostrom alá vette Halicsot (a Halics–Volhíniai krónika tévesen 1229-re tette a támadás évét). Dénes az urával együtt harcolt. Jelen volt Halics ostrománál, ahol lándzsával megölt egy katonát, aki kitört a várból, majd később Kremenyec (Kuzmech) erődje közelében legyőzött egy kisebb katonai. egységet. Elfogott egy Máté nevű bojárt és híres lovagot. Ezt követően sereget vezetett Volhíniába (Lodomeria), és sikeresen ostrom alá vette Lucsk (Luchuchku) várát. Ennek ellenére Béla herceg nem tudta elfoglalni Halicsot, és még 1230-ban visszavonta csapatait. Az ukrán történész Mikhajlo Hrusevszkij azt állította, hogy ez az elbeszélés II. András 1226-os Halics elleni királyi hadjáratára utal.
II. Frigyes osztrák herceg nem sokkal azután, hogy apját követte a trónon, 1230-ban kifosztotta és lerohanta az osztrák-magyar határvidéket. A Magyarországra visszatérő Dénes – akinek birtoka a térségben volt – azon főurak közé tartozott, akik a határ menti nyílt csatában visszaverték a „német” betörést. Dénes elfogta Hartnid von Pettau-t, IV. Frigyes fivérét, Pettau urát. Béla hercegi udvarában bemutatta a megbilincselt foglyot. Hans Pirchegger osztrák történész a konfliktus dátumát 1233-ra tette. 1231 második felében II. András és Béla közösen indított háborút Danilo Romanovics ellen, és megszállta Halicsot, hogy legfiatalabb fiát, Andrást visszahelyezze a halicsi trónra. A hadjáratban részt vevő Dénes súlyosan megsérült Iroszló ostromában, amikor a várból kilőtt kövek eltalálták.
Béla herceg 1233-ban Türje Dénest nevezte ki erdélyi vajdának (a korábbi történetírás ezt a pozíciót tévesen a Tomaj nembeli Dénesnek tulajdonította). Ebben a minőségében Dénes 1233. augusztus 22-én elkísérte Bélát Bereg várába, ahol a herceg és kiemelkedő hívei – köztük Dénes – felesküdtek a II. András és a Szentszék között két nappal korábban megkötött egyezségre. Addigra II. András és Béla az ifjabb András támogatása érdekében újabb háborúra készült Halics ellen, mivel András konfliktusba keveredett IV. Vlagyimir kijevi nagyfejedelemmel és Danilo Romanoviccsal. A herceg erősítést kért Magyarországtól. Az egyházzal való belső konfliktus és Frigyes osztrák herceg megújuló portyái a nyugati határvidéken hátráltatták a királyi család aktív részvételét Halicsban, és csak egy kisebb, Dénes vezette felmentő sereget tudtak küldeni, amely 1233 kora őszén érkezett meg a tertományba. A magyarokat azonban a Vlagyimir és Kötöny kun fejedelem vezette sereg Peremil közelében szétverte. Dénes hátramaradt katonáival visszavonult Halics várába. András herceg teljesen elvesztette a bojárok támogatását. Danilo Romanovics a helyzetet kihasználva a magyar fennhatóság alatt maradt főváros, Halics kivételével elfoglalta egész Halics–Volhíniát. Kilenc hetes ostrom alatt a védők kiéheztek, és a magyar király az osztrák helyzet miatt nem tudott újabb hadjáratot indítani. A halics–volhíniai krónika szerint András 1234 legelején éhen halt, ami lezárta a konfliktust és II. András király sorozatos próbálkozásait, hogy Halics–Volhíniát a magyar korona birtokába vegye. Dénes túlélte az ostromot, és nem sokkal ezután kiszabadult a fogságból. Abban az évben visszatért Magyarországra. Toru Senga japán–magyar történész megkérdőjelezte Türjei Dénes és a Halics–Volhíniai Krónikában szereplő „Dijaniš” közötti azonosságot. Angelika Herucová szlovák történész szerint a név a Tomaj nembeli Dénesre utal, aki 1231-től 1234 végéig vagy 1235 elejéig tűnik el a magyar forrásokból. Türjei Dénes legalább 1234-ig viselte az erdélyi vajdai méltóságot.

### Béla király hűséges híve
Béla trónra lépésekor 1235-ben Dénest nevezte ki főlovászmesterévé. 1241-ig szolgált ebben a minőségében, ezen kívül 1235-ben a lovászispáni címet (comes agasonum) is viselte. 1240-ben Temes vármegye főispánja volt. Béla hercegsége alatt tanúsított hűségéért és katonai szolgálatáért 1235-ben megkapta Tapolcsányt (ma Topoľčany, Szlovákia) a környező falvakkal, valamint Tavarnok (Tovarníky), Jalóc (Jalovec) és Racsic (Račice) birtokait. Az adományozással Dénes összetűzésbe keveredett az esztergomi johannitákkal, akik az előző tulajdonos Torda végakaratára hivatkozva követelték maguknak a birtokot. Az ügyet peren kívül rendezték; a lovagokat a néhai Torda vagyonából való másik birtokkal kárpótolták, míg Dénes visszaszerezte és kifizette az özvegynek a 100 márka hozományt.
Dénes 1241. április 11-én részt vett a muhi csatában, amikor a tatárok legyőzték a magyarokat. Tamás spalatói főesperes Historia Salonitana című műve szerint Dénes a csatatérről elmenekült IV. Béla kísérői között volt, akit egészen a dalmát tengerpartig üldöztek. Béla 1241 szeptembere táján (megtartva a lovászmesteri méltóságot is) szlavón bánná nevezte ki. Ezt követően 1242 után „egész Szlavónia bánja és hercege” (banus et dux totius Sclavonie) címet viselte, később a „Tengermelléki tartományok bánja” címet is felvette, amelyhez a dalmát tengerparti városok is hozzá tartoztak. A méltóságot legalább 1244 novemberéig viselte. Egy nem hiteles oklevél szerint 1245 áprilisában is bánként működött. Dénes volt az első, nem a királyi családból származó magyar főúr, akit Szlavónia és Horvátország kormányzása során a „dux” címmel illettek. Egy 1242-ből származó királyi oklevél szerint Kálmán herceg halála után őt bízták meg a nehéz helyzetbe került hercegség határainak védelmével. Türjei Dénes a tengerparti városokhoz írt leveleiben a királyi megszólításokat utánozva „dei gracia dux et banus”-nak nevezte magát.
|  | „De nyolc-tíz nap elteltével [miután a velenceiek ostrom alá vették Zárát] fordult elő, hogy Dénes bánt egy nyílvessző könnyedén megsebesítette. A király [IV. Béla], mint a hadsereg vezérét és zászlóvivőjét a záraiak segítségére küldte. Megrémült a sebétől, és megparancsolta a katonáknak, hogy vigyék ki a városon kívülre. Amikor a záraiak ezt látták, félelem és tanácstalanság lett úrrá rajtuk. Azt hitték, hogy a bán halott, és nem bíztak abban, hogy a magyarok támogatása nélkül tovább tudnak ellenállni a velencei támadásnak. Emiatt azonnal felhagytak a harccal, és menekülni kezdtek.” |
|  | – Tamás spalatói főesperes: Historia Salonitana |

A következő években Türjei Dénes Béla dalmát politikájának központi alakja lett. A magyar király 1242-ben elfoglalta Zárát a Velencei Köztársaságtól. Erre válaszul a velenceiek hadjáratot indítottak és 1243-ban ostrom alá vették a tengerparti várost, ami arra késztette Bélát, hogy elküldje Dénaest, hogy segítséget nyújtson ZÁra polgárainak. A magyarok nem tudták tehermentesíteni a védőket, és magát Dénest is megsebesítette egy nyílvessző. Zára polgárai megadták magukat, és elmenekültek a velencei flotta elől. 1244 januárjában Magyarország és Velence békét kötött. Béla feladta a város feletti hatalmát, míg a velenceiek megvonták támogatásukat a trónkövetelő Utószülött Istvántól. A dalmát város vámbevételeinek egyharmadát a magyarok tarthatták meg.
|  | „[...] ők [Trogir] követséget küldtek a királyhoz [IV. Béla], és beszámoltak neki arról, hogy mit tett a bán [Matej Ninoslav] a spalatóiakkal [Split] a földjükön. A király rendkívül dühös volt, amikor mindezt meghallotta. Azonnal magához hívatta nagyhatalmú, Denys [Türjei Dénes] nevű hercegét, aki egész Szlavónia és Dalmácia bánja volt, és Bartolomeusszal [le Grosszal], a pécsi egyház püspökével, egy bizonyos Mihály gróftal együtt elküldte. [Hahót] és Magyarország sok más vezető embere szigorúan megparancsolta nekik, hogy Dalmáciába érkezve, minden lehetséges eszközzel kemény megtorlást rójanak ki a spalatóiakra. Egy másik sereget is küldött, hogy megbosszulja Bosznia bánjának meggondolatlan cselekedeteit. [...] Valóban, nem telt el teljesen két hét, mire Dénes herceg leért a fent említett vezérekkel, és egy nagy seregnyi magyar, dalmát és szláv sereg összegyűjtése után megérkezett és tábort ütött Salónában. [...] Urunk 1244-es évében, a júliusi ides előtti negyedik napon Spalato külvárosában nagy csata zajlott, és az egész csatarendbe felsorakozott sereg megkezdte a harcot a vár körül.” |
|  | – Tamás spalatói főesperes: Historia Salonitana |

Dénes is részt vett a Trau és Spalato városok közötti konfliktusban. Béla, aki a mongol invázió idején a jól megerősített Trauban talált menedéket, hálás volt a városnak, Split közelében birtokokat adott neki, ami tartós konfliktust okozott a két dalmát város között. A spliti polgárok Matej Ninoslavot választották uruknak. Spalato 1244 tavaszán támadást indított az Adriai-tenger felől, de Traut nem tudták bevenni, csak a környező vidéket pusztították el. Béla felháborodott az akción, és – a traui patríciusok kérésére – Dénest bízta meg, hogy vezessen hadsereget Spalato ellen, miközben ő Boszniában háborúra készült Ninoslav ellen. Dénes hadseregén belül más neves magyar bárók és elöljárók is voltak – Gros Bertalan pécsi püspök, Hahót Mihály varasdi és Miskolc Füle zágrábi prépost vezényelte saját csapatait. Tamás főesperes szerint a spalatói polgárok békeküldöttséget küldtek az érkező hadsereg elé. Dénes kezesekért és pénzösszegért cserébe kész lett volna feladni az ostromot, de a polgárok hangoztatták királyi kiváltságaikat. Dénes serege, amelyet szintén Klissza csapataival erősítettek meg, 1244. július 12-én nekilátott az ostromnak. A Spalató falainál lezajlott egyhetes összecsapást követően a város prefektusai július 19-én békét kértek Dénestől. A békefeltételeknek megfelelően a polgárok és a székesegyházi káptalan hűséget esküdtek a magyar királynak, a károkért pedig jóvátételt fizettek. Nem sokkal ezután a Csák nembeli Ugrint megválasztották spalatói érseknek.

### Utolsó évei
Dénest 1245-ben – pályája csúcsán – nádorrá nevezték ki, mely posztot 1246-ig töltötte be, és emellett a somogyi ispán tisztét is ellátta. Nádorként a Zala megyei Szántóban és a Sopron megyei Ládonyban ítélkezett perekben. 1247-ben tárnokmester volt, Markó László szerint 1246 és 1248 között töltötte be ezt a tisztséget. Ezen kívül a Pozsony megyei Karcsán (ma Kračany, Szlovákia) Pozsony megye ispánjakén is tevékenykedett. Az 1240-es évek elejétől tovább gyarapította vagyonát, és birtokokat szerzett. A tatárjárás és az azt követő dalmát évek szolgálataiért Dénes 1244-ben IV. Bélától megkapta a Kőrös megyei Obrovnicát, Harasztot és Cerova-Bordát (a mai Marinovec közelében). 40 ezüstmárkáért megvásárolta a Zala megyei Barlabáshidát (egy évvel később a birtokot a türjei kolostornak adományozta). Dénes két Gömör megyei földbirtok – Csoma és Gortva – is birtokosa volt. Az 1240-es évek második felétől állandó lakhelye Szentgróton volt. A helyi várat valószínűleg Dénes vagy az unokatestvére, Tamás emeltette. 1251 és 1255 között, haláláig Szolnok megye ispánja volt. Béla a tisztség mellett neki adományozta a küküllőmenti Bonyha falut. Türjei Dénest a saját maga által alapított  türjei premontrei prépostságban, annak oltárához közel temették el. Eredeti sírhelyét a templom felújítási munkálatai során 2018 és 2020 között régészek tárták fel. Maradványainak sajnos nem bukkantak nyomára, mivel a 18. században a sírra utólagos temetkezések történtek.

## Fordítás
Ez a szócikk részben vagy egészben  a   Denis Türje című angol Wikipédia-szócikk ezen változatának fordításán alapul.  Az eredeti cikk szerkesztőit annak laptörténete sorolja fel. Ez a jelzés csupán a megfogalmazás eredetét és a szerzői jogokat jelzi, nem szolgál a cikkben szereplő információk forrásmegjelöléseként.

### Elsődleges források
- The Hypatian Codex II: The Galician-Volynian Chronicle (An annotated translation by George A. Perfecky) (1973). Wilhelm Fink Verlag. LCCN 72-79463.
- Archdeacon Thomas of Split: History of the Bishops of Salona and Split (Latin text by Olga Perić, edited, translated and annotated by Damir Karbić, Mirjana Matijević Sokol and James Ross Sweeney) (2006). CEU Press. ISBN 963-7326-59-6.

### Másodlagos források
- Cselenkó, Borbála. Szerzetesrendek az Árpád-kori Zala megyében [Monasteries in Zala County of the Era of the Árpáds]. Zalai Kismonográfiák 9., Zala Megyei Múzeumok Igazgatósága (2006). ISBN 963-7205-43-8
- Engel, Pál. Magyarország világi archontológiája, 1301–1457, I. [Secular Archontology of Hungary, 1301–1457, Volume I]. História, MTA Történettudományi Intézete (1996). ISBN 963-8312-44-0
- F. Romhányi, Beatrix. Kolostorok és társaskáptalanok a középkori Magyarországon: Katalógus [Monasteries and Collegiate Chapters in Medieval Hungary: A Catalogue]. Pytheas (2000). ISBN 963-7483-07-1
- Font, Márta. The Kings of the House of Árpád and the Rurikid Princes. Cooperation and conflict in medieval Hungary and Kievan Rus'. Arpadiana VIII., Research Centre for the Humanities (2021). ISBN 978-963-416-278-0
- Gál, Judit. Dalmatia and the Exercise of Royal Authority in the Árpád-Era Kingdom of Hungary. Arpadiana III., Research Centre for the Humanities (2020). ISBN 978-963-416-227-8
- Herucová, Angelika. Dionýz de Türje ‒ priateľ a spolubojovník Bela IV. [Denis Türje: A Friend and Comrade-in-arms of Béla IV], Vojenksé konflikty v dejinách Európy. Stretnutie mladých historikov V (szlovák nyelven). Pavol Jozef Šafárik University, 36–48. o. (2016). ISBN 978-80-8152-402-8
- Karácsonyi, János. A magyar nemzetségek a XIV. század közepéig. III. kötet [The Hungarian genera until the middle of the 14th century, Vol. 3]. Magyar Tudományos Akadémia (1901)
- Kristó, Gyula. A feudális széttagolódás Magyarországon [Feudal Anarchy in Hungary]. Akadémiai Kiadó (1979). ISBN 963-05-1595-4
- Középkori históriák oklevelekben (1002–1410) [Medieval Stories in Charters (1002–1410)]. Szegedi Középkorász Műhely (2000). ISBN 963-482-423-4
- Markó, László. A magyar állam főméltóságai Szent Istvántól napjainkig: Életrajzi Lexikon [Great Officers of State in Hungary from King Saint Stephen to Our Days: A Biographical Encyclopedia]. Helikon Kiadó (2006). ISBN 963-208-970-7
- Senga, Toru (1988). „Béla királyfi bolgár, halicsi és osztrák hadjárataihoz [On the Military Campaigns of Prince Béla led to Bulgaria, Galicia and Austria]”. Századok 122 (1–2), 36–51. o, Kiadó: Magyar Történelmi Társulat. ISSN 0039-8098.
- Szőcs, Tibor. A nádori intézmény korai története, 1000–1342 [An Early History of the Palatinal Institution: 1000–1342]. Magyar Tudományos Akadémia Támogatott Kutatások Irodája (2014). ISBN 978-963-508-697-9
- Zsoldos, Attila. Az Árpádok és asszonyaik. A királynéi intézmény az Árpádok korában [The Árpáds and their Women: The Institution of Queenship in the Era of the Árpáds]. MTA Történettudományi Intézete (2005). ISBN 963-8312-98-X
- Zsoldos, Attila. Magyarország világi archontológiája, 1000–1301 [Secular Archontology of Hungary, 1000–1301]. História, MTA Történettudományi Intézete (2011). ISBN 978-963-9627-38-3